# Nell Gwynová
Nell Gwynová, rodné jméno Nell Gwyn (křestní jméno uváděno též Eleanour či Ellen, příjmení Gwyn, Gwynn, Gwin či Gwynne; snad 2. února 1650 nebo 1651 pravděpodobně Hereford nebo Londýn – 14. listopadu 1687 Londýn) byla anglická herečka a nejpopulárnější z mnoha milenek anglického krále Karla II. Stuarta. Diarista Samuel Pepys ji kvůli jejímu důvtipu a špičatému jazyku nazval Pretty Witty Nell (hezká vtipná Nell).

## Život

### Původ a mládí
Nell byla druhou a nejmladší dcerou Thomase Gwyna a jeho manželky Rose. Její starší sestra se narodila v roce 1648 a byla pojmenována po matce Rose. Otcovství i sama existence Thomase Gwyna jsou však zpochybňovány, zejména současnými spisovateli. Anglický dramatik Sir George Etherege napsal o Nellině matce následující dvouverší: No man alive could ever call her daughter / For a battalion of Armed men begot her (Nazývat nemůže dcerou ji nikdo, kdo žil, / tu přece kdys celý regiment ve zbrani zplodil.)  Některé biografie uvádějí, že otec byl kapitánem anglické armády, byl zraněn v bitvě a následkem toho zemřel. Jiní tvrdí, že byl po boji zatčen jako monarchista a odsouzen do vězení. Ještě jiní hovoří o obchodním cestujícím, se kterým se Nellina matka sblížila.
Po otcově smrti nebo zmizení děti vyrůstaly ve velmi špatných podmínkách na území dnešního Londýna na Drury Lane. Tehdy Drury Lane ještě patřila k hrabství Middlesex a byla obklopena zemědělskou půdou a úhorem. V Drury Lane, stejně jako v Coal Yard Alley nebo na Long Acre, byly v té době téměř výhradně nevěstince a hospody. Dá se předpokládat, že kromě své práce hospodské v podniku Rose Tavern na ulici Russell Street pracovala Nellina matka Rose Gwynová také jako prostitutka. Nellin životopisec Derek Parker píše, že i Nell pravděpodobně pracovala jako dětská prostitutka. Podle Cunninghama Nell Gwynová o svém dětství řekla, že vyrostla v bordelu a prodávala silné nápoje pánům. Následující prohlášení o hanbinci pochází od samotné Nell: …by Madam Ross exposed to town / I mean by those who will give half a crown (…paní Rossová ji odhalila obci / tedy vlastně ti, kdo tu zaplatí třicet pencí).
Derek Parker považuje za pravděpodobné, že díky nově vzniklému Královskému divadlu Nell Gwynová věděla, že šlechtici z královského dvora nenavštěvují herečky jen ze zájmu o jejich herecký talent. Nejspíš se stala herečkou, aby doplnila svůj příjem a v naději, že brzy najde bohatého patrona. První dojmy z divadla však získala jako „Orange Girl“, „pomerančová dívka“: během představení prodávala ovoce a sladkosti. Navíc také předávala zprávy mezi diváky a herečkami a i později si zřejmě přivydělávala v roli dohazovačky či pasáka.

### Herečka
O tom, zda Nell Gwynová dostala skutečné lekce herectví, se pochybuje, zejména proto, že neuměla ani psát, ani číst, a musela se učit role tak, že jí je někdo předčítal. Z osudu své sestry, která se stala známou prostitutkou, provdala se za lupiče a seděla ve vězení za přechovávání ukradeného zboží, se však Nell asi poučila. Pochopila, že nejvýhodnějším a nejpůsobivějším způsobem, jak se prezentovat zámožným pánům v lóžích, je stát na pódiu.

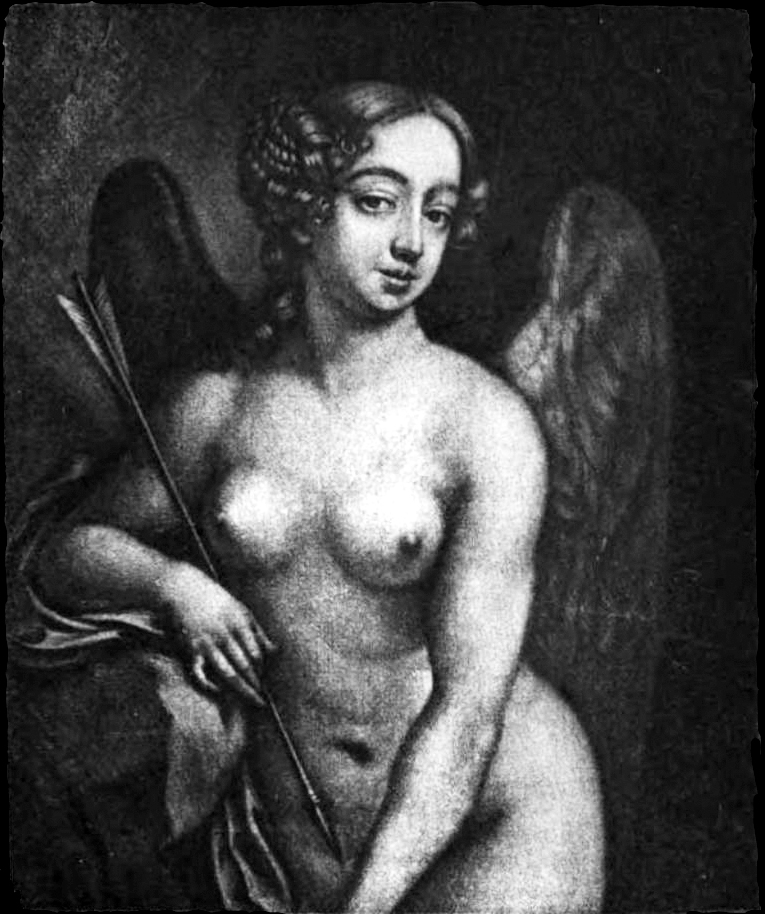
Nell Gwynová jako Kupid, kolem r. 1672; rytina Richarda Thomsona podle obrazu Petera Crosse. Pepys měl výtisk této rytiny nad svým stolem v Admiralitě.

Nellinými prvními „ochránci“ byli herci John Lacy a Charles Hart. John Lacy zahájil divadelní kariéru jako tanečník a komik. Byl tak úspěšný, že král Karel II. si nechal namalovat tři jeho portréty. Anonymní autor životopisu Nell Gwynové, který vyšel roku 1752, uvádí, že John Lacy sloužil ve stejné jednotce jako Nellin otec (John Lacy opravdu sloužil jako voják), a že se proto staral o dceru svého přítele a podporoval ji. John Lacy naučil Nell tančit a základy herectví. Stala se pak milenkou obou mužů, Johna Lacyho i Charlese Harta. S Charlesem Hartem tvořila Nell Gwynová na jevišti „gay couple“, „veselou dvojici“, tedy jakýsi komediální pár. Hart a Gwynová se stali senzací a byli velmi úspěšní jako herecký pár od prvního dne. Ve hře All Mistaken od Jamese Howarda hrál Hart roli Philidora, Gwynová roli Miridy. Krátce nato se oba objevili v The Gay Monsieur a The Chances. Nejznámější bylo jejich účinkování ve hře Tajná láska, jejíž děj byl založen na hře Mnoho povyku pro nic od Williama Shakespeara.
První velkou samostatnou roli dostala Gwynová v roce 1664 ve hře Johna Drydena The Indian Queen, Indiánská královna. Měla okamžitě úspěch a John Dryden jí věnoval důležité role v dalších čtyřech hrách: The Wild Gallant (1663), The Rival Ladies (1664), The Indian Emperor (1665) a Tyrannic Love (1669). John Dryden údajně rychle rozpoznal Nellinu pohotovost a talent pro lehké komediální role. Ve svých hrách pro ni psal role doslova na tělo. Po úspěchu hry Tajná láska si Nell Gwynové povšimli i další dramatici a napsali pro ni hry nebo role. Ačkoli komedie byla jejím hlavním polem, hrála Gwynová i v tragédii Williama Killigrewa Obléhání Urbina v letech 1664/5 . Nell si velmi dobře rozuměla se svými hereckými kolegyněmi, dokonce i s manželkami svých obdivovatelů, a pro její krásu a talent ji ve svých deníkových záznamech chválil Samuel Pepys: „Vynikající hra, a tak dobře provedená Nell, její veselé části, lépe by se to neodehrálo ani přirozeně, myslím.“ (záznam z 25. března 1667)

### Milenka krále Karla II. Stuarta

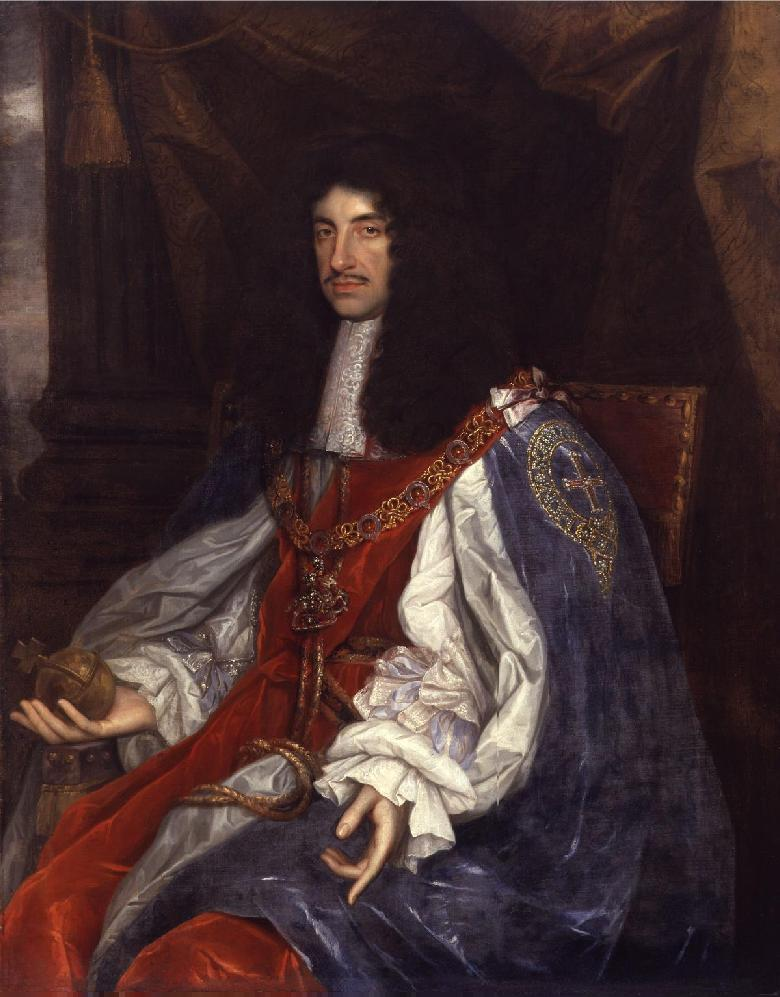
Král Karel II. Stuart

V červenci 1667 se Nell Gwynová poprvé stala milenkou lorda Buckhursta, který ji ubytoval ve svém domě v Epsomu. Pepys o tomto vztahu informuje takto: „Lord Buckhurst dostal Nell z dosahu králova domu a dává jí 100 [liber] za rok, takže si nechala poslat své věci do jeho domu a už nebude hrát.“ (záznam z 13. července 1667) Vztah však přetrval sotva měsíc. V srpnu byla Gwynová zpět v divadle a vystupovala ve hře Indický císař.
Král a Nell Gwynová se pravděpodobně seznámili nejdříve až v roce 1668, v době, kdy vliv dosavadní hlavní královské milenky Barbary Villiersové pomalu slábl. Karel II. viděl Gwynovou v několika hrách již dříve, ale nikdy s ní nenavázal bližší kontakt. Když mu jeho přítel z dětství George Buckingham začal přivádět nové dámy, aby svrhl dlouhodobou milenku Barbaru Villiersovou z jejího postavení, byly kromě Nell Gwynové králi nabídnuty také její herecké kolegyně Mall Davisová a Jane Robertsová, s nimiž se král rád setkával. Není známo, kdy se poprvé potkal s Gwynnovou. Samuel Pepys si 2. ledna 1668 poznamenal: Král poslal několikrát pro Nelly a ona byla s ním. Už na jaře roku 1668 se zdálo, že se navzájem znají tak dobře, že spolu začali chodit. I zde Gwynová projevila svůj drzý vtip tím, že v narážce na dva bývalé milence jménem Karel krále nazvala „můj Karel třetí“.
Od září 1668 do jara 1669 strávili Karel a Nell mnoho času společně. Když Henrietta Anna Stuartovna, sestra anglického krále a vévodkyně z Orléans, přišla v roce 1670 do Londýna na návštěvu, dokonce se s Nell Gwynnovou osobně setkala a Nell od ní dostala dary. Ačkoli se krátce nato Louise de Keroual, mladá dvorní dáma v doprovodu Henriety Anny, stala také milenkou Karla II., Nell nedělala žárlivé scény. Na rozdíl od Barbary Villiersové nebo Louise de Keroual netrvala Gwynová ani na bytě ve Whitehallu.
S ostatními královými milenkami se Nell Gwynnová stýkala zřídka, nanejvýš se občas staly terčem jejích posměšných poznámek nebo vtipů. Zvláště když chování vévodkyně z Clevelandu, Barbary Villiersové, bylo opět příliš pyšné a troufalé, Nell si z ní dělala legraci. Tak prý Barbara jednou jezdila po Londýně v kočáře taženém šestispřežím. Nell si pak pronajala velký vůz se šesti voly, oblékla si nedbale vypadající oděv a jela k Barbařinu domu. Přímo před domem poručila volským honákům, aby zapráskali biči, a zakřičela „Děvky na prodej!“
Nell Gwynnová byla velmi přímá a otevřená i vůči králi. Například když ji král požádal, aby pozvala hraběnku ze Shrewsbury na večírek, který Nell pořádala na královu počest, odmítla slovy: „Jedna děvka naráz vám stačí, Sire.“ Na veřejnosti se údajně při několika příležitostech velmi otevřeně zeptala krále, zda k ní večer přijde nebo ne: „Doufám, že budu mít v noci vaši společnost, že?“ Jak se dalo očekávat, v této věci nikdy nedoufala marně.
Nell očividně nepůsobily obtíž výrazy „děvka“ nebo „šlapka“. Používala je často a ráda, také proto, aby ukázala, že pro ni nejsou důležité třídní rozdíly. Při jedné příležitosti, když večeřela s vévodou Jamesem Scottem, nemanželským synem krále, a on ji označil za osobu „špatného původu“, zeptala se ho velmi sebevědomě s narážkou na původ a život jeho matky Lucy Walterové, která si jako milenka Roberta Sidneyho říkala paní Barlowová: „Byla paní Barlowová lepšího původu než já?"

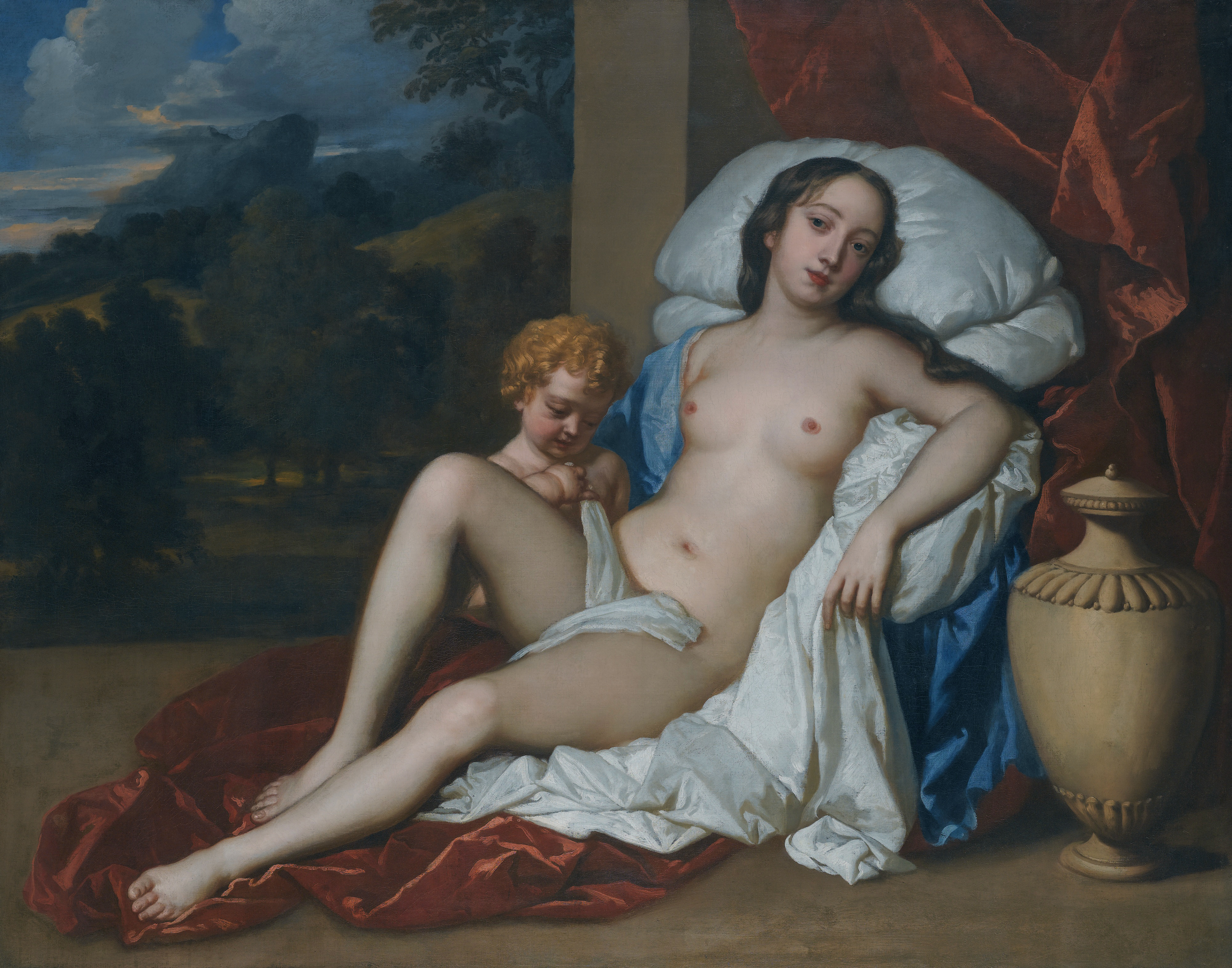
Peter Lely: Nell Gwyn jako Venuše. V sídle Karla II. tento obraz visel zakrytý jakousi krajinomalbou, kterou král odsouval před hosty, které chtěl poctít, aby se mohli pohledem na Nell pokochat.

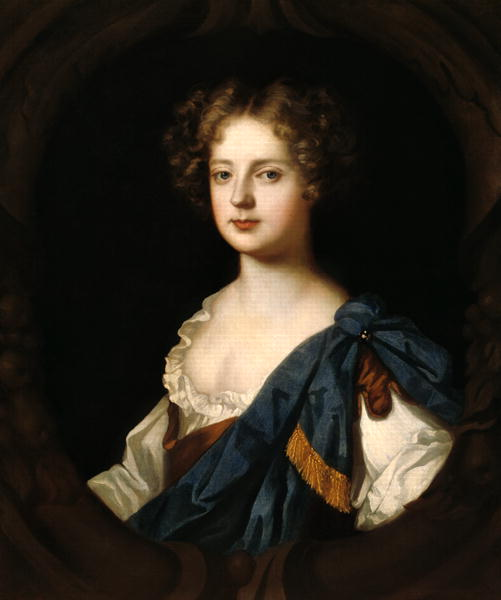
Sir Peter Lely: Portrét Nell Gwynové, olej na plátně, kolem roku 1680

Dne 8. května 1670 Nell Gwynnová porodila Karlovi II. svého prvorozeného syna, který byl pojmenován po otci Charles. Mezitím se přestěhovala do velkého a pohodlného domu na tehdy velmi oblíbeném předměstí Lincoln's Inn Fields v Londýně. V roce 1671, krátce před porodem Karlova druhého syna, se přestěhovala na ještě reprezentativnější adresu: 79 Pall Mall. Karel se zdráhal zvát Nell Gwynnovou do Whitehallu, a ona o taková pozvání nikdy ani nežádala. Její životopisec Derek Parker píše, že Nell netoužila se chovat jako dáma, kterou nebyla, a že raději potkávala krále ve svém domě v mnohem neformálnější atmosféře. Louise de Keroual, na rozdíl od ní šlechtického původu a vychovaná u francouzského dvora, se v roce 1671 přestěhovala do apartmánu ve Whitehallu. Obě ženy se sice zřídka mohly setkat ve Whitehallu, ale často se potkávaly na rodinných setkáních, protože Karel II. rád pořádal výlety a pikniky v kruhu svých dětí a milenek. Při jedné příležitosti Louise údajně poblahopřála Nell k jejímu společenskému vzestupu tím, že řekla, že je bohatá jako královna. V narážce na udělení titulu vévodkyně z Portsmouthu Louise po narození jejího prvního a jediného syna s Karlem II. v rozhovoru s Nell údajně odpověděla: „Máte pravdu, madam. A jsem dost velká děvka na to, abych byla vévodkyní."
Louise de Keroual byla známá svými četnými údajnými nemocemi a sebevražednými výhrůžkami, které používala, kdykoli měla pocit, že ztrácí králův zájem. Kvůli těmto emocionálním scénám jí Nell říkala také Squintabella. Když byl Louisin syn Charles Lennox v roce 1675 jmenován vévodou z Richmondu, v Nell Gwynnové se prý přece něco pohnulo. Na rozdíl od ostatních králových nemanželských dětí její dva synové nedostali tituly ani pozemky. Když ji Karel navštívil v jejím domě, prý zavolala svého syna slovy: „Pojď sem, ty parchante, a pozdrav svého otce!“ Když ji král napomenul, aby neurážela dítě slovem parchant, Nell odpověděla: „Proč mi tedy, Sire, Vaše Veličenstvo nedalo žádné jiné jméno, kterým bych mu mohla říkat?“ V roce 1676 byly jejímu prvorozenému uděleny tituly vévody ze St. Albans, hraběte z Burfordu a barona Headingtona.
Velmi úzký vztah mezi králem a Nell Gwynnovou trval do roku 1677. Lze předpokládat, že sexuální vášeň postupně vyprchala a ustoupila hlubokému přátelství a sympatii. Král si Nellinu společnost zřejmě stále užíval a bavily ho její vtipné nápady. Zval ji na procházky, setkání, večeře, večírky a pikniky. Na rybářském výletě s králem prý tak jednou tajně na svůj vlasec navlékla koupenou smaženou rybu, aby nebyla nuda a aby bylo opravdu co jíst, kdyby rybářské štěstí nepřálo. Nell se také nikdy neodvážila vměšovat se do osobních nebo politických záležitostí svého milence, jak to dělaly Louise de Keroual a Barbara Villiers. Věděla, že takové diskuse působí jen potíže, a tak se jim vyhýbala.
Nell Gwynová byla i nadále velmi oblíbená u anglického lidu a diváci ji hlasitě bránili, když na ni kdosi zaútočil v divadle. Thomas Herbert, který se později stal 8. hrabětem z Pembroke, prý vytasil meč, aby útočníka zabil. Když v roce 1681 projížděla ve svém kočáře Oxfordem, lidé, kteří si ji spletli s další královou milenkou katoličkou Louise de Keroual, začali útočit na její kočár. Nell Gwynová vystrčila hlavu z okénka a se smíchem zvolala: „Lidičky, pletete se, já jsem ta protestantská děvka!“ Jindy zadržela svého kočího, který se chtěl poprat mužem, jenž ji nazval děvkou. Řekla mu: „Vždyť to vlastně popsal dobře.“ Tento typický způsob vyjadřování ji učinil u Angličanů mimořádně oblíbenou a dodnes není zapomenuta.

### Poslední období života
Nell Gwynová nikdy nebyla za své „služby králi“ povýšena do šlechtického stavu ani zasypána bohatstvím a šperky, jako tomu bylo s Barbarou Villiersovou nebo Louisou de Keroual. Král jí však věnoval několik domů a dal jí roční důchod 2000 liber. Znala osobně mnoho šlechticů a byla podnikavá, pořádala mnoho večeří a oslav nebo vyrážela ven. Přes mnoho nabídek se nikdy nevrátila k divadlu.
Když její mladší syn v červnu 1681 v Paříži zemřel, Nell byla zoufalá a vinila se z podílu na jeho smrti. Poslala ho na rok do Paříže na výchovu a vzdělání v doprovodu jeho vychovatele. James tam údajně zemřel na „otevřenou nohu“, tedy pravděpodobně na následky infikovaného zranění.
Nell Gwynová prý králi navrhla zřízení nemocnice v Chelsea. Neexistují žádné důkazy o tom, že myšlenka založit nemocnici pro bývalé příslušníky armády pocházela od ní, ale připisuje se jí v mnoha textech a životopisech.
V červenci 1679 anglické noviny The Domestic Intelligence informovaly o smrti Nelliny matky Rose. Ta byla na konci svého života známou alkoholičkou. Během noční procházky prý spadla do potoka, omdlela a utopila se. Den po její smrti jí Nell uspořádala bohatý pohřeb a už předtím ji po celý život finančně podporovala. Rose Gwynová byla pohřbena v kostele svatého Martina.
Když se Nell Gwynová na začátku února 1685 dozvěděla o králově vážné nemoci a chtěla ho vidět, nebyla k němu vpuštěna. Jeho bratr a budoucí král Jakub II. jí sdělil, že není členkou královské rodiny. Když Karel 6. února 1685 zemřel, měla zakázáno projevovat smutek nebo nosit smuteční šaty. Také jí nebylo dovoleno účastnit se pohřebních bohoslužeb ani králova pohřbu. Když byl Jakub 23. dubna 1685 korunován králem, Nell Gwynová mu poslala dopis, ve kterém žádala o měsíční důchod, protože příspěvky od Charlese jeho smrtí zanikly. Jakub stanovil její důchod na 500 liber, později na 1500 liber ročně a zaplatil část jejích účtů či dluhů. Tím vyhověl přání svého bratra na smrtelné posteli. („Ať chudá Nelly nestrádá!")
Od jara 1687 Nell Gwynová docházela za Richardem Lowerem, uznávaným a známým lékařem. O jejích nemocích se později hodně spekulovalo a zdroje kromě příčiny smrti nic přesného neuvádějí. Její životopisec Derek Parker píše, že Richard Lower jí asi kolem poloviny roku 1687 řekl, že zemře. Poté nadiktovala svou závěť a navrhla pohřeb. Když 14. listopadu 1687 zemřela, její syn Charles s ní nebyl. Bojoval proti turecké invazi na kontinentu. Nell Gwyn zemřela na mrtvici ve věku pouhých 37 let. Nell si pro sebe uspořádala velkolepý pohřeb, který pohltil v té době astronomickou částku 375 liber. Budoucí arcibiskup z Canterbury Tenison vedl bohoslužbu. Stejně jako její matka byla i Nell pohřbena v kostele sv. Martina v Polích na dnešním Trafalgarském náměstí.

### Filmové adaptace
- 1911: Nell Gwynn the Orange Girl
- 1914: Nell Gwynne
- 1926: Nell Gwynne
- 1934: Nell Gwyn
- 2003: Charles II. – The Power And The Passion
- 2004: Stage Beauty

### Divadelní hra
- 2015: Nell Gwynn od Jessicy Swaleové, hra měla premiéru v září 2015 v divadle Globe v Londýně, v hlavní roli vystoupila Gugu Mbatha-Rawová